# Theresa Spence

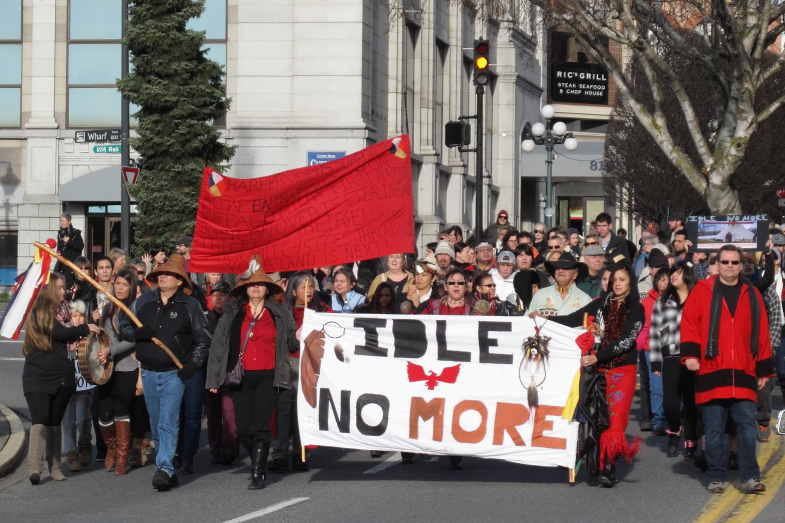
Manifestants du mouvement Idle No More le 21 décembre 2012 à Victoria.

Theresa Spence (née en 1963) est la chef de la nation Attawapiskat du Canada, une communauté autochtone du district de Kenora, dans le nord de l'Ontario. 

## Controverse financière
Theresa Spence a été au centre d'une controverse relativement à l'utilisation des subventions fournies par le fédéral à son conseil de bande. En 2012, un audit demandé par le gouvernement du Canada relativement à l'absence de documentation au sujet des dizaines de millions de dollars dépensés par le Conseil de bande Attawapiskat entre 2005 et  2011 a rendu un rapport très critique à l'égard de la gestion de Mme Spence démontrant notamment que 81 % des dépenses du conseil n'avaient pas de pièces justificatives,,,. Selon ce rapport, les revenus annuels du couple Spence s'élevent à 250 000 $ pour l'année 2011.

## Mouvement Idle No More
Elle est au centre du mouvement Idle No More et a amorcé le 11 décembre 2012 une grève de la faim pour attirer l'attention des Canadiens sur le sort des Premières nations et affirmer son inquiétude face à la loi omnibus C-45 du gouvernement conservateur du premier ministre Stephen Harper. Elle réclame une rencontre avec le premier ministre et le gouverneur général David Johnston.
Spence mène sa grève de la faim dans un tipi sur l'île Victoria près de la colline parlementaire à Ottawa. Depuis le 11 décembre, elle ne consomme aucune nourriture solide et n'ingère que de l'eau citronnée, des thés médicinaux et du bouillon de poisson. Le premier ministre Harper n'a pas réagi ou acquiescé aux demandes de Theresa Spence en date du 3 janvier 2013, mais la chef autochtone a reçu nombre de visiteurs, incluant des députés canadiens des partis d'opposition et des sénateurs. Le ministre des Affaires indiennes et du Nord canadien, John Duncan, a fait parvenir à Spence une lettre le 25 décembre 2012, exprimant son inquiétude pour sa santé et la pressant de mettre un terme à sa grève de la faim. Le 28 décembre, la ministre canadienne de la Santé Leona Aglukkaq, elle-même autochtone (Inuite du Nunavut), a également exhorté l'activiste à mettre fin à son moyen de pression. Le 4 janvier, Stephen Harper annonce qu'il est disposé à rencontrer des leaders autochtones le 11 janvier suivant mais son communiqué ne fait nulle part mention de Spence.
Le 28 décembre 2012, Amnesty International presse le gouvernement du Canada de rencontrer Mme Spence.
Le 24 janvier 2013, elle met fin à sa grève de la faim qui durait depuis 44 jours, après l'obtention d'un engagement signé entre le Nouveau Parti démocratique, le Parti libéral du Canada et l'Assemblée des Premières Nations.